# 佐藤東弥
佐藤 東弥（さとう とうや、1959年4月11日 - ）は、日本のテレビドラマディレクター、演出家。日本テレビ放送網ゼネラルディレクター。
日本テレビが制作する映画では、映画監督も務める。
父は映画監督の佐藤純彌、祖父は日本刀学者の佐藤貫一。伯父に言語学者で東京大学名誉教授の佐藤純一、従弟に法学者の佐藤信行がいる。

## 人物
東京都北多摩郡田無町（後に市制施行し田無市、現・西東京市）出身。早稲田大学第一文学部ロシア文学専修卒業後、1983年に日本テレビ入社。
入社以来テレビドラマの演出を担当しており、主な代表作に『金田一少年の事件簿』、『ごくせん』、『マイ☆ボス マイ☆ヒーロー』、『14才の母』、『ハケンの品格』、『家政婦のミタ』『神はサイコロを振らない』などがある。
2004年に編成局チーフディレクター、ドラマ局エグゼクティブディレクター、制作局ドラマセンターディレクターを歴任後、2012年6月1日付で日本テレビ制作局専門局長兼ドラマ担当エグゼクティブディレクター、2017年6月1日付で制作局ドラマ担当ゼネラルディレクターに就任している。2018年6月1日付で情報・制作局ストックコンテンツセンターゼネラルディレクター(GD)。2019年4月末日で日本テレビ社員としての定年を迎えている。2024年4月限りで定年延長期間も終了し、日本テレビを退社した。

## 作品

### テレビドラマ
- 恋する時間です（1986年10月18日-12月20日）
- 火煙高田馬場（1987年4月4日）
- 主婦代行いたします（1987年7月1日-9月30日）
- 27才・LOVE気分（1988年1月6日-3月23日）
- 青春大河ドラマ 野望の国（1989年10月28日-1990年2月24日）
- 恋はハイホー!（1997年10月21日-1998年1月27日）
- 湘南物語（1989年5月13日-7月8日）
- 恋人の歌がきこえる（1989年10月14日-12月23日）
- お父さん（1990年10月13日-12月8日）
- 助教授一色麗子 法医学教室の女（1991年7月6日-9月7日）
- 愛さずにいられない（1991年10月16日-12月25日）
- ポールポジション!愛しき人へ…（1992年1月8日-3月18日）
- まったナシ!（1992年7月4日-9月26日）
- 日曜はダメよ（1993年4月17日-6月26日）
- 金田一少年の事件簿（1995年7月15日-9月16日、1996年7月13日-9月14日）
- たたかうお嫁さま（1995年10月18日-12月13日）
- 銀狼怪奇ファイル（1996年1月13日-3月16日）
- サイコメトラーEIJI（1997年1月11日-3月15日）
- D×D（1997年7月5日-9月20日）
- 24時間テレビスペシャルドラマ・勇気ということ（1997年8月23日）- プロデューサー
- LOVE&PEACE（1998年4月18日-7月4日）
- P.A.（1998年10月17日-12月12日）
- 君といた未来のために～I'll be back～（1999年1月16日-3月20日）
- 蘇える金狼（1999年4月17日-6月26日）
- バカヤロー! 1999 ニッポン人の怒り爆裂「セクハラでから騒ぎするな!」（1999年9月26日）
- バーチャルガール（2000年1月15日-3月11日）
- 金田一少年の事件簿（2001年7月14日-9月15日）
- フードファイト（2000年7月1日-9月16日）
- ストレートニュース（2000年10月11日-12月13日）
- レッツ・ゴー!永田町（2001年10月10日-12月12日）
- ごくせん（2002年4月17日-7月3日、2005年1月15日-3月19日、2008年4月19日-6月28日）
- リモート（2002年10月12日-12月14日）
- すいか（2003年7月12日-9月20日）
- 彼女が死んじゃった。（2004年1月17日-3月19日）
- 光とともに…〜自閉症児を抱えて〜（2004年4月14日-6月23日）
- 一番大切な人は誰ですか?（2004年10月13日-12月15日）
- anego[アネゴ]（2005年4月20日-6月22日）
- 火垂るの墓（2005年11月1日）
- 神はサイコロを振らない（2006年1月18日-3月15日）
- マイ★ボス マイ★ヒーロー（2006年7月8日-9月16日）
- 14才の母（2006年10月11日-12月20日）
- ハケンの品格（2007）（2007年1月10日-3月14日）
- セクシーボイスアンドロボ（2007年4月10日-6月19日）
- 1ポンドの福音（2008年1月12日-3月5日）
- サムライ・ハイスクール（2009年10月17日-12月12日）
- 24時間テレビ33スペシャルドラマ「みぽりんのえくぼ」（2010年8月28日）
- 黄金の豚-会計検査庁 特別調査課-（2010年10月20日-12月15日）
- 終戦記念ドラマスペシャル 「この世界の片隅に」（2011年8月5日）
- 家政婦のミタ（2011年10月2日-12月11日）
- ゴーストママ捜査線〜僕とママの不思議な100日〜（2012年7月7日-9月15日）
- ST 警視庁科学特捜班（2013年4月10日）
- 人生がときめく片づけの魔法（2013年9月27日）
- ダンダリン 労働基準監督官（2013年10月2日-12月11日）
- ST 赤と白の捜査ファイル（2014年7月16日-9月17日）
- ワイルド・ヒーローズ（2015年4月19日-6月21日）
- 掟上今日子の備忘録（2015年10月10日-12月12日）
- そして、誰もいなくなった（2016年7月17日-9月11日）
- 地味にスゴイ! 校閲ガール・河野悦子（2016年10月5日-12月7日）
- お前はまだグンマを知らない（2017年3月7日-3月28日）プロデューサー
- ウチの夫は仕事ができない  （2017年7月8日-9月16日）
- サバイバル・ウェディング（2018年7月14日-9月22日）
- マジムリ学園（2018年7月26日-9月27日）- 総監督・プロデューサー
- ハケンの品格（2020）（2020年6月17日-8月5日）
- 逃亡医F（2022年1月15日-3月19日)
- クレッシェンドで進め（2022年10月17日-12月16日）
- ACMA:GAME アクマゲーム（2024年4月7日-6月9日）

### 映画
- ごくせん THE MOVIE（2009年7月11日、東宝）
- カイジ 人生逆転ゲーム（2009年10月10日、東宝）
- カイジ2 人生奪回ゲーム（2011年11月5日、東宝）
- ガッチャマン（2013年8月24日、東宝）
- 映画 ST 赤と白の捜査ファイル（2015年1月10日、東宝）
- カイジ ファイナルゲーム（2020年1月10日、東宝）
- 劇場版 奥様は、取り扱い注意（2021年3月19日、東宝）
- 劇場版 ACMA:GAME 最後の鍵（2024年10月25日、東宝）